# Eutropha farinosa
Eutropha farinosa är en tvåvingeart som först beskrevs av Becker 1911.  Eutropha farinosa ingår i släktet Eutropha och familjen fritflugor.
Artens utbredningsområde är Taiwan. Inga underarter finns listade i Catalogue of Life.